# Carsten Frigge

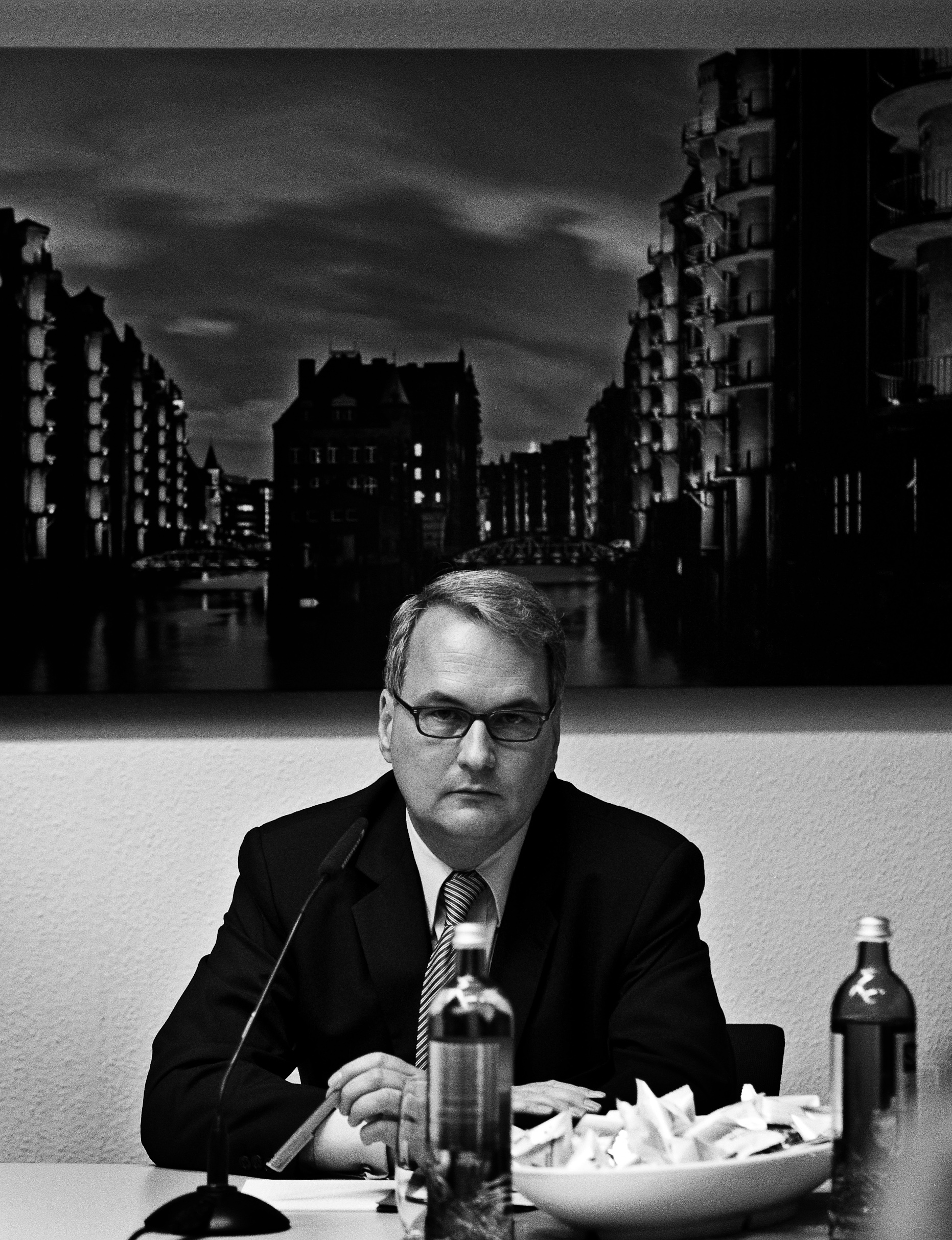
Carsten Frigge, Hamburg
13. September 2010

Carsten Frigge (* 13. Juli 1963 in Hamburg) ist ein deutscher Politiker (CDU). Vom 31. März 2010 bis zum 24. November 2010 war Frigge Finanzsenator und Präses der Finanzbehörde der Freien und Hansestadt Hamburg. Zuvor war er ab September 2008 Staatsrat für Wirtschaft und Arbeit.

## Leben und Ausbildung
Carsten Frigge ist in Hamburg-Farmsen-Berne aufgewachsen, besuchte ab 1969 die Grundschule Surenland und ab 1973 das Gymnasium Farmsen und legte dort 1982 das Abitur ab. Im Anschluss leistete er seinen Grundwehrdienst in Hamburg und Eckernförde.
Von 1984 bis 1986 absolvierte er eine Ausbildung zum Werbekaufmann mit IHK-Abschluss bei der Werbeagentur Lintas in Hamburg. Von 1986 bis 1990 studierte er Betriebswirtschaftslehre an der Universität Hamburg mit dem Abschluss Diplom-Kaufmann.

## Berufliche Karriere
Von 1991 bis 1992 war Frigge für den damaligen DASA-Vorstandsvorsitzenden Jürgen Schrempp als Referent für Grundsatzfragen bei der Deutschen Aerospace AG in München tätig und von 1993 bis 1994 als Geschäftsführer des Automobilzulieferers Deutsche Tailleur GmbH & Co. KG in Bremen.
1995 wechselte er zu Roland Berger Strategy Consultants, wurde Mitglied der Geschäftsleitung. Das Unternehmen gehörte zu diesem Zeitpunkt zu 95,1 Prozent der Deutschen Bank, die im August 1988 mit zunächst 75,1 Prozent in das Unternehmen eingestiegen war. Als Roland Berger und seine 46 Partner 1998 die Beratungsfirma für rd. 235 Millionen Euro wieder zurückkauften und sich dabei teils hoch verschuldeten, stieg Carsten Frigge aus dem Unternehmen aus und machte sich im selben Jahr zusammen mit seiner Ex-Kollegin Anabel Houben mit einer eigenen Unternehmensberatung, der C4 Consulting GmbH, in Düsseldorf selbstständig. Frigge und Houben waren zu je 50 Prozent Gesellschafter und teilten sich die Geschäftsführung der Unternehmensberatung.
Der damalige Deutsche-Bank-Aufsichtsratsvorsitzende Hilmar Kopper, mit dem Frigge durch seine Arbeit bei Roland Berger Strategy Consultants bestens bekannt war, sorgte für erste Aufträge.

## Politik
Bereits als Schüler trat Frigge der Jungen Union Hamburg bei und war dort im Vorstand aktiv. 1984 konnte er – vermittelt durch seine spätere Lehrfirma Lintas in Hamburg – bei der US-Muttergesellschaft als Wahlkampfmanager für Walter Mondale von der Demokratischen Partei den
US-Präsidentschaftswahlkampf kennenlernen.
Während seiner Studienzeit in Hamburg war Frigge Mitarbeiter des damaligen Bundestagsabgeordneten und späteren Senators für Wirtschaft und Arbeit, Gunnar Uldall, und 1990 als Wahlkampfmanager für den ehemaligen Fraktionsvorsitzenden und Hamburger Bürgermeisterkandidat Hartmut Perschau tätig.
Zum 1. September 2008 holte Bürgermeister Ole von Beust Carsten Frigge als seinen Staatsrat in die Behörde für Wirtschaft und Arbeit, nachdem der Vorgänger Gunther Bonz wegen „angeblicher Illoyalität“ kurzfristig entlassen wurde.
Am 31. März 2010 wurde Carsten Frigge zum neuen Finanzsenator ernannt. Sein Vorgänger Michael Freytag trat am 17. März von seinem Amt als Senator und CDU-Landesvorsitzender zurück. Am 24. November 2010 hat Carsten Frigge seinen Rücktritt erklärt.

## Interessenkonflikte

### Verwicklung in die Parteispenden-Affäre der CDU Rheinland-Pfalz
Die C4 Consulting GmbH in Düsseldorf, deren Geschäftsführer Frigge seinerzeit war, beriet in den Jahren 2005 und 2006 die CDU Rheinland-Pfalz und deren damaligen Spitzenkandidaten Christoph Böhr im Landtagswahlkampf. Die für diese Tätigkeit berechneten Honorare in Höhe von 385.918,40 Euro waren jedoch nicht aus der Partei-, sondern aus der Fraktions-Kasse der CDU Rheinland-Pfalz beglichen worden. Somit handelte es sich bei den Honoraren um eine illegale Parteienfinanzierung, da die Weitergabe von Finanzmitteln einer Fraktion an die Partei untersagt ist. Gegen Frigge wurde in diesem Zusammenhang ermittelt, im Mai 2010 wurden seine Wohnungen durchsucht. Die Affäre gilt als Anlass für den Rücktritt Frigges.
Im Januar 2013 eröffnete das Landgericht Mainz das Hauptverfahren; angeklagt waren neben Frigge auch Christoph Böhr, der ehemalige CDU-Generalsekretär Claudius Schlumberger und Ex-Fraktionsgeschäftsführer Markus Hebgen. Der Prozess vor der 1. Strafkammer (große Strafkammer) des Landgerichts Mainz endete am 3. Dezember 2013 mit einer Verurteilung zu einer Geldstrafe von 30.000 Euro (150 Tagessätze) wegen Beihilfe zur Untreue.
Am 11. Dezember 2014 verwarf der Bundesgerichtshof die gegen das Urteil des Landgerichts Mainz eingelegten Revisionen von Christoph Böhr und Carsten Fricke, so dass deren Verurteilung wegen des Verstoßes gegen das Parteiengesetz nunmehr rechtskräftig sind. Gleichzeitig hob der Bundesgerichtshof auf die Revision der Staatsanwaltschaft das Urteil des Landgerichts Mainz auf, soweit die Angeklagten hierin vom Vorwurf des versuchten Betruges gegenüber dem Rechnungshof Rheinland-Pfalz freigesprochen wurden. Hierüber muss nunmehr eine andere Strafkammer des Landgerichts Mainz erneut entscheiden.

### Beratung von J. Christopher Flowers
Seit Februar 2009 beriet die C4 Consulting GmbH, an der Frigge über eine Holding 50 Prozent der Anteile hielt, J. Christopher Flowers, einen der Anteilseigner der HSH Nordbank. Zeitgleich war Frigge Staatsrat der Hamburger Behörde für Wirtschaft und Arbeit, das Land Hamburg ist ebenfalls Anteilseigner der HSH Nordbank. Zum Zeitpunkt der Beratungstätigkeit verhandelten die Anteilseigner der HSH Nordbank über ein Rettungspaket für die angeschlagene Bank, durch das der Anteil Flowers von 27 auf 10 Prozent fiel. Auch wenn Frigge als Staatsrat nicht an den Verhandlungen mit Flowers beteiligt war, wurde Frigge wegen des möglichen Interessenskonflikts kritisiert. Nach Angaben der Agentur C4 hat diese Flowers nicht in Sachen HSH Nordbank beraten; Frigge erklärte, er habe den Bürgermeister Ole von Beust über das Mandat von C4 informiert, ein Aktenvermerk darüber existiert aber nicht.

### Beratung der HSH Nordbank
Parallel beriet Dirk Große-Leege von März 2009 bis August 2010 die HSH Nordbank. Nach seinen Angaben bestand der Beratungsvertrag zwischen der HSH Nordbank und seinem eigenen Unternehmen GLS. Große-Leege war zu diesem Zeitpunkt aber zugleich Geschäftsführer der C4 Communications GmbH, Berlin, die im Juni 2007 als Ableger der C4 Consulting GmbH, Düsseldorf gegründet worden war. Frigge hielt 50 Prozent Geschäftsanteile an der Düsseldorfer C4 Consulting GmbH und über diese 50 Prozent wiederum 28 Prozent Anteile an der Berliner C4 Communications GmbH. So gab es Kritik an einer weiteren möglichen Interessenkollision zwischen Frigges Beteiligung an der Berliner C4 Communications GmbH – die daraus resultierende Verbindung mit Geschäftsführer Große-Leege – und seinen Ämtern als Staatsrat bzw. als Finanzsenator (ab 31. März 2010), der unmittelbar für die Anteile Hamburgs an der HSH Nordbank verantwortlich war. Frigge selbst gab an, er habe auf das Mandat Große-Leeges „verärgert“ reagiert und sich von der 28-Prozent-Beteiligung an der C4 Communications GmbH getrennt. Diese soll am 19. Mai 2009 bewirkt und rückwirkend zum 1. Januar 2009 vollzogen worden sein, nach Angaben Große-Leeges erst im August 2009; der Eintrag im dafür maßgeblichen Handelsregister datiert allerdings vom 15. Juli 2009.

## Sonstige Ämter
Als Staatsrat vertrat Carsten Frigge die Behörde für Wirtschaft und Arbeit u. a. in den Aufsichtsräten der Hamburger Hafen und Logistik AG (HHLA), der Hamburger Gesellschaft für Vermögens- und Beteiligungsmanagement mbH (HGV), der Hamburg Energie GmbH und im Verwaltungsrat der Bundesagentur für Arbeit. Des Weiteren war Frigge als Staatsrat Luftfahrtkoordinator des Senates, Vorsitzender des Kuratoriums des GIGA German Institute of Global and Area Studies / Leibniz-Institut für Globale und Regionale Studien und stellvertretender Vorsitzender der Logistik-Initiative Hamburg.
Frigge war von 1998 bis 2005 externer Lehrbeauftragter am Lehrstuhl für Wirtschaftspsychologie der Universität des Saarlandes, wo er im Fachbereich Medien- und Organisationspsychologie, Wirtschaftsmediation und Verhandlungstaktik lehrte.